# Ernest Finger

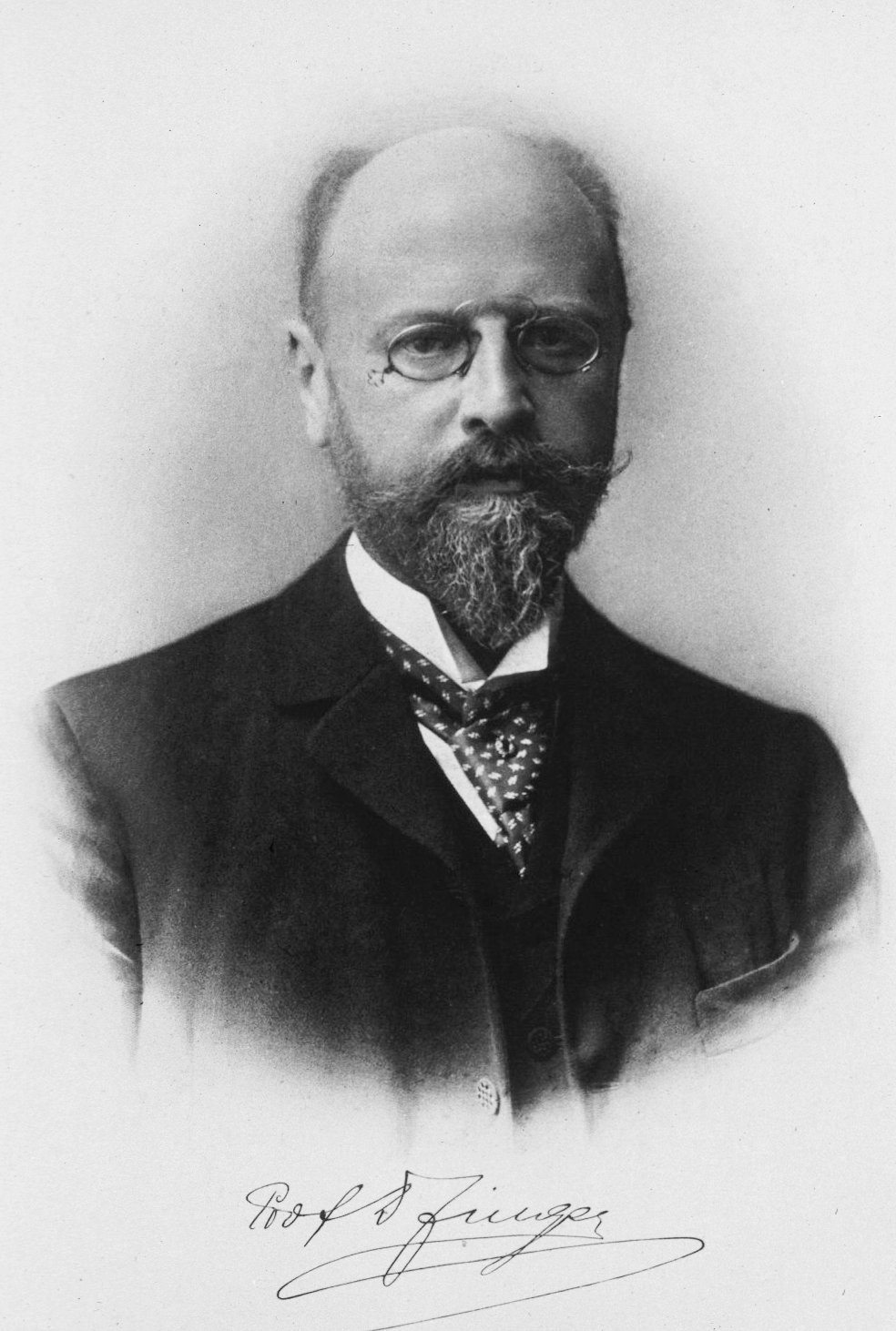
Ernest Finger

Ernest Finger, auch Ernst Finger (* 8. Juli 1856 in Prag, Kaisertum Österreich; † 17. April 1939 in Wien), war ein österreichischer Dermatologe.

## Leben
Ernest Finger, 1856 in Prag geboren, studierte Medizin an der Universität Wien, an der er 1878 zum Dr. med. promoviert wurde. Finger war Schüler von Karl Ludwig Sigmund und Hans von Hebra. Danach arbeitete er am Prager und am Wiener Allgemeinen Krankenhaus. 1883 wurde er zum Privatdozenten für Dermatologie, 1894 zum außerordentlichen Professor, von 1904 bis 1927 zum ordentlichen Professor an der Universität Wien sowie zum Vorstand der II. Klinik für Haut- und Geschlechtskrankheiten ernannt. Im Jahr 1903 wurde er zum Mitglied der Leopoldina gewählt. Finger wurde der Titel eines Hofrats verliehen. Daneben fungierte er von 1906 bis 1919 als Präsident der Wiener Ärztekammer und von 1925 bis 1931 als Präsident des Obersten Sanitätsrates. Finger verstarb 1939 im Alter von 82 Jahren. Er wurde am Wiener Zentralfriedhof bestattet.

## Wirken
Ernest Finger führte gemeinsam mit Karl Landsteiner Syphilisstudien durch. Des Weiteren untersuchte er mit Josef Kyrle die Rückenmarksflüssigkeit von Syphilitikern und erwarb sich große Verdienste um die Errichtung von Heilanstalten. Er sah es als einer seiner wichtigsten Aufgaben an, die Ausbreitung von Geschlechtskrankheiten zu verhindern beziehungsweise einzudämmen.
Zu Fingers Schülerinnen zählte die Dermatologin, Frauenrechtlerin und NS-Verfolgte Hedwig Fischer-Hofmann.

## Schriften (Auswahl)
- Die Syphilis und die venerischen Krankheiten, 1888
- Die Blennorrhoe der Sexualorgane, 1888, 6. Auflage 1906
- Die Hautatrophien, 1910
- Die Nebenwirkungen des Salvarsans. In: Wiener medizinische Wochenschrift. Band 61, 1911, S. 2701–2708; und dazu: Noch einmal die Frage der Neurorezidive. ebenda, Band 62, 1912, S. 21–27.
- als Hrsg. mit anderen: Handbuch der Haut- und Geschlechtskrankheiten. 3 in 4 Bänden, Hölder, Wien/Leipzig 1910–1916